# たらんたランタ
『たらんたランタ』は、槙ようこ作の漫画作品。

## 概要
『りぼん』（集英社）2006年2月号から2007年1月号まで連載された。単行本はりぼんマスコットコミックス（こちらも集英社）から全2巻。
わずか9ヶ月で終わった前作「STARBLACKS」に代わる作品としてスタートした。しかし、前作ほどではなかったもののシリアスな内容が読者から支持されなかったためか、「りぼん」2006年10月号以降はカラー扉の担当から外され、更にわずか1年で終了と、こちらも短命に終わった。

## あらすじ
両親が離婚し、更に兄を交通事故で亡くしたため、現在は母一人子一人で暮らしている佐久間ヒカル。ヒカルは慕っていた兄の死に深く傷ついていたが、高校入学をきっかけに、幸せな女を目指して立ち直ろうと決意する。そして入学して早々、兄にそっくりな顔をした先輩・三木に一目惚れするが……。

## 登場人物
佐久間 ヒカル（さくま ひかる）
明るくて少し天然な高校1年生。兄を交通事故で亡くし、現在は母親と2人暮らし。怒ると関西弁になる。かなりのブラコン。（作中で2回関西弁を口にした。）高校デビューするにあたり、髪型はえびちゃん風になる。「幸せを呼ぶ女への道ノート」というのを常に身につけている。第11話では、そのノートを潤に「ラブレターです」と言って渡した。最初は兄と顔がそっくりな三木に一目ぼれしたが、いきなりキスをしてきたり、ホテルから女と出てきた三木と遭遇したりで、失恋。その時に慰めてくれた潤をそのあとは好きになる。潤からもらったフリスクを大変大事にしている。「好きとか嫌いとかすごくつかれる」と口にした潤に対し、「潤先輩の聞きマシーンになる」と宣言。潤とラーメンを食べに行ったことをダンチに一晩中話し、ダンチを睡眠不足にさせた。ちなみにそのあと、本人も39時間寝た。ブランコをこいだことがないらしい。そのせいでブランコに乗っているときにバランスを崩して頭を打ち、軽い脳しんとうになった。最終回でヒカルの家のお金がなくなり、潤の母親の店の面接を受ける（そのあと面接には合格）最後は潤と両想いと言える関係になる。
一橋 潤（いちはし じゅん）
ヒカルの先輩。クールな性格であまり喋らない。誕生日2月18日。O型。母親の名前は「唯子」。
三木 三智也（みき みちや）
ヒカルの先輩。ヒカルの死んだ兄に似ている。イタズラ好き。
木村 ねね（きむら ねね）
ヒカルの親友。しっかり者。当初は万引きをして不登校状態となっていたが、ヒカルの叱咤で立ち直る。その後、ダンチに励まされたことで気になる存在となり、カップルとなる。
石野 勝人（いしの まさと）
ヒカルの幼なじみ。明るくてお調子者。ムードメーカーで友達が多い。ヒカルには「団地に住むから」という理由で「ダンチ」と呼ばれる。ねねとカップルになった。
郡 あみな（こおり あみな）
潤の元・義理の妹。互いの両親が再婚した際の連れ子同士だったのだが、両親が離婚したため現在は別に暮らしている。潤を取られまいと、三智也を嘘をついて陥れた過去がある。潤とおそろいの指輪を左の薬指につけている。ヒカルの落としたフリスクをヒカルが拾おうとした際に、わざとその手を踏むなど最初からヒカルのことを良く思っていなかった。河田やその友達を金で操り、ヒカルに嫌がらせをするが、途中で河田たちにも嫌われてしまい、自暴自棄に陥っていた時にヒカルに助けられる。最初は、遊園地に連れて行かされたり不良少年更生映画を見させられたりしてうざがっていたが、最後はヒカルと友達関係になったようだ。そのあと、河田とも仲直りした。
小倉　杏子（おぐら　あんこ）
ヒカルの後ろの席の元気な女の子。黒髪でショートカット。ねねとは出身が一緒で家も近い。（遊んだりはしないらしい）「なんかねねのこと好き」だそう。ねねが万引きをしてヒカルが悩んでいた時期にアドバイスをした。色恋沙汰が大好き。ゆえに、ヒカルの好きな人を一発で当てた。その時になぜだか右腕に「青春応援団」と書かれたバッジを身につけている。芸能人が好きらしく、スターにしきのや大木凡人を発見して興奮する姿も見受けられた。
ニタ（にた）（本名は不明）
潤や三木のグループの一人。「ニタ」はあだ名。ヒカルのことを「ヒカルッコ」「ヒカリュ」と変なあだ名で呼ぶ。いまどき「おっはー」と発言するのでダンチに珍しがられ、写メを撮られた。
河田　由（かわた　よし）
あみなと同じ学校の男の子。あみなにいいように操られる。ヒカルの学校に侵入し、ヒカルに偽の告白をする。そのあとも、ヒカルをホテルに連れ込もうとしたり、かなり嫌なキャラに発展してしまったが、ヒカルがブランコから落ちて脳しんとうを起こした時にはハンカチをヒカルの額に置いてあげたりとやさしい一面も。

## 書誌情報
1. 2006年7月14日、ISBN 978-4-08-856693-1
2. 2007年1月15日、ISBN 978-4-08-856722-8